# Nicolae Bozdog
Nicolae Bozdog (* 23. Juli 1921 in Bukarest; † 2002 ebenda) war ein rumänischer Politiker der Rumänischen Kommunistischen Partei (Partidul Comunist Român – PCR), der unter anderem zwischen 1969 und 1972 Minister für Binnenhandel war.

## Leben
Nicolae Bozdog besuchte von 1933 bis 1941 das Gymnasium Marele Voievod Mihai und begann danach ein Studium an der Handelsakademie (Academia de Înalte Studii Comerciale și Industriale), das er von 1942 bis 1945 wegen des Militärdienstes unterbrechen musste. 1946 setzte er sein Studium fort und schloss dieses 1947 ab, woraufhin er im November 1947 Wirtschaftswissenschaftler in der Generaldirektion für Wirtschaftskontrolle wurde. Im Anschluss war er von 1948 bis April 1954 Wirtschaftswissenschaftler im Staatlichen Planungskomitee sowie zwischen April 1954 und Juni 1961 Direktor der Planungsabteilung des Handelsministeriums, ehe er vom 29. Juni 1961 bis März 1962 Generalsekretär des Handelsministeriums. Im Anschluss fungierte er zwischen März 1962 und dem 14. Februar 1967 als Vize-Minister für Binnenhandel und wurde danach am 14. Februar 1967 Präsident der Hochschule des Nationalen Büros für Tourismus.
Am 13. Mai 1969 übernahm Bozdog im Kabinett Maurer V das Amt des Ministers für Binnenhandel (Ministrul comerțului interior) und bekleidete diesen Ministerposten bis zum 13. Oktober 1972, woraufhin Virgil Trofin seine Nachfolge antrat. Auf dem Zehnten Parteitag der PCR (6. bis 12. August 1969) wurde er Kandidat des Zentralkomitees (ZK) der PCR. Nach seinem Ausscheiden aus dem Kabinett fungierte er zwischen dem 23. Oktober 1972 und dem 26. Mai 1980 als Erster Vize-Minister für Binnenhandel. Auf dem Elften Parteitag der PCR (24. bis 27. November 1974) wurde er Mitglied des Zentralkomitees (ZK) der PCR und gehörte diesem Gremium bis zum Zwölften Parteitag der PCR (19. bis 23. November 1979) an. Zuletzt war er vom 26. Mai 1980 bis zum 29. Januar 1987 Vize-Minister für die technisch-materielle Versorgung und Kontrolle der festen Managementmittel. Daneben fungierte er zugleich als Generaldirektor der Zentrale zur Rückgewinnung und Kapitalisierung wiederverwendbarer Materialien. Für seine langjährigen Verdienste wurde er mehrfach ausgezeichnet und erhielt unter anderem 1984 den Orden 23. August Zweiter Klasse (Ordinul 23. August) sowie den Stern der Sozialistischen Republik Rumänien Vierter Klasse (Ordinul Steaua Republicii Socialiste Romania).